# Tuxpan
Tuxpan é uma cidade do estado de Veracruz, no México. Localiza-se na foz do rio Tuxpan. É um porto no Golfo do México. Tem cerca de 100,000 habitantes. Foi fundada no ano 1000. O Porto de Tuxpan é uma importante rota marítima da economia do pais.